# 모토이 에미
모토이 에미(本井 えみ, 1971년 10월 11일 ~ )는 일본의 여성성우이다. 프로덕션 바오밥 소속. 가나가와현 출신. 오가타 켄이치가 주재하는 극단 주사위의 여배우이기도 하다.

## 출연작품

### TV 애니메이션
1992년
- 크레용 신짱 (다도부원, 여성)

1996년
- 명탐정 코난 (여자아이)
- 기동전함 나데시코 (사토 미카코)

1997년
- 소녀혁명 우테나 (오오세 유코)
- 마스터 키튼'99 (아이)

1998년
- 구슬동자(B 비다맨 폭외전) (여고생봉, 비포)
- 트라이건 (제시카)
- 카드캡터 사쿠라 (야나기사와 나오코)

1999년
- 매직 스쿨 버스 (완다)

2003년
- 코로케! (캐베츠)
- 강철의 연금술사 (마린(5화))

2005년
- 메르헤븐 (챕)

2007년
- 흑의 계약자 (이치카와 에츠코)

2008년
- 연희무쌍 (조운 자룡)

### OVA
1996년
- 동급생2 (나카지마 쿠미코)

### 극장판 애니메이션
1996년
- 마법진 구루구루 극장판 (모코로B)

### 인터넷 애니메이션
2006년
- 아유마유 극장 (코우즈키 유코)

### 게임
1998년
- 퍼스트Kiss☆이야기 (모리무라 쿄코)
- 계절을 안고서 (유코)

1999년
- 뿌용뿌용 (아루루 나쟈, 도플겡어 아루루)
- 두근두근 메모리얼2 (노자키 스미레)

2000년
- 꿈의 날개 (미즈모 시즈쿠)
- 프리즘 하트 PC판 (코메트) : 村井静代 명의

2001년
- Infantaria (타프) : 노가미 나나 (野神奈々) 명의
- 프리즘 하트 DC판 (코메트)

2002년
- 바이너리·포트 (아즈 치토세) : 上下容子 명의
- 때묻은 영웅 ~사음 성녀 사냥~ (아이나 마드리즈, 지나) : 노가미 나나 (野神奈々) 명의
- 마법소녀 아이2 (모치즈키 유카리, 마유) : 노가미 나나 (野上奈々) 명의

2003년
- 마브러브 18금판 (코우즈키 유코)
- 나뭇잎 사이로 비치는 햇살에 흔들리는 영혼의 목소리 (나츠키, 아키노, 토우아) : 노가미 나나 (野神奈々) 명의

2004년
- 야근 병동·이 (카자마 마나) : 노가미 나나 (野神奈々) 명의
- 마계천사 지브릴 (라브리엘) : 노가미 나나 (野神奈々) 명의
- 코로케!4 뱅크 숲의 수호신 (캐베츠)
- 전투 처녀 발키리「당신에게 모든 것을 바칩니다……」(스쿨드) : 노가미 나나 (野神奈々) 명의
- 소라우타 (세토우치 아오이) : 노가미 나나 (野神奈々) 명의
- 오거스트 팬BOX (카와나카지마 사토미) : 上下容子 명의
- 소대희 ~대정음외 흡혈희담~ (나탈) : 노가미 나나 (野神奈々) 명의
- 코로케!Great 시공의 모험자 (캐베츠)
- 코로케!DS 천공의 용자들 (캐베츠)

2005년
- Gift ~기프트~ PC판 (카미시로 유카리) : 노가미 나나 (野神奈々) 명의
- 풍우래기2 (세리자와 코요미)

2006년
- AR ~잊혀진 여름~ (아스카 미야코) : 노가미 나나 (野神奈々) 명의
- 마브러브 올터네이티브 18금판 (코우즈키 유코) : 稲葉貴子 명의
- 일곱빛깔★드롭스 (아사미야 나츠키, 아사미야 아키노, 아사미야 토우야) : 노가미 나나 (野神奈々) 명의
- IZUMO2 학원광상곡 (후유키 나기) : 노가미 나나 (野神奈々) 명의
- 공주님 리리사쿠! (마나피제) : 노가미 나나 (野神奈々) 명의
- 브라반! -The bonds of melody- (신카이치 카즈네) : 노가미 나나 (野神奈々) 명의
- 마브러브 전연령판 (코우즈키 유코)
- 마브러브 올터네이티브 전연령판 (코우즈키 유코)
- 메가츄! (레우코테아(레아)) : 노가미 나나 (野神奈々) 명의
- 종말소녀환상 앨리스 매틱 (스트레이니안, 타케이 마히로) : 노가미 나나 (野神奈々) 명의
- 카자마 마나 (카자마 마나) : 노가미 나나 (野神奈々) 명의
- 컬러풀 아쿠아 리움 (카스미 라오샨) : 노가미 나나 (野神奈々) 명의
- 던전 크루세이더즈 (페르에트) : 노가미 나나 (野神奈々) 명의

2007년
- 연희무쌍 ~두근☆소녀들의 삼국지 연의~ (조운) : 노가미 나나 (野神奈々) 명의
- EXE (후시미 스즈노) : 노가미 나나 (野神奈々) 명의
- Bullet Butlers (루다 그레핀드) : 노가미 나나 (野神奈々) 명의
- IZUMO3 (쿠도 마이나) : 노가미 나나 (野神奈々) 명의
- 텔레비전이 사라진 날 (센카와 나가루) : 노가미 나나 (野神奈々) 명의
- 일곱빛깔★드롭스 pure!! (아사미야 나츠키, 아사미야 아키노, 아사미야 토우야)

2008년
- 마계천사 지브릴 -episode3- (러브리엘) : 노가미 나나 (野神奈々) 명의
- 야미츠키 (야가미 키히로) : 노가미 나나 (野神奈々) 명의
- 노스트라다무스에게 물어봐♪ (시라야마 히메) : 노가미 나나 (野神奈々) 명의
- 전투 처녀 발키리2「주여, 추잡한 저를 용서해 주세요……」 (스쿨드) : 노가미 나나 (野神奈々) 명의
- 소녀마법학 리틀 위치 로마네스크 editio perfecta (아리아 반그리프) : 노가미 나나 (野神奈々) 명의
- 그녀×그녀×그녀 ~세자매와의 두근두근 공동 생활~ (오리후시 나츠미) : 紘川琴音 명의

2009년
- 츤인 그녀 데레인 그녀 (나츠키 츠구미) : 노가미 나나 (野神奈々) 명의
- 그녀×그녀×그녀 ~두근두근 풀스로틀~ (오리후시 나츠미) : 紘川琴音 명의